# Moment statique
 (janvier 2022).
Si vous disposez d'ouvrages ou d'articles de référence ou si vous connaissez des sites web de qualité traitant du thème abordé ici, merci de compléter l'article en donnant les références utiles à sa vérifiabilité et en les liant à la section « Notes et références ».
En résistance des matériaux, le moment statique est une grandeur physique qui caractérise la géométrie d'une section et se définit par rapport à un axe. Il intervient notamment dans le calcul des contraintes de cisaillement. Il a la dimension d'un volume (m3 dans le Système international d'unités).

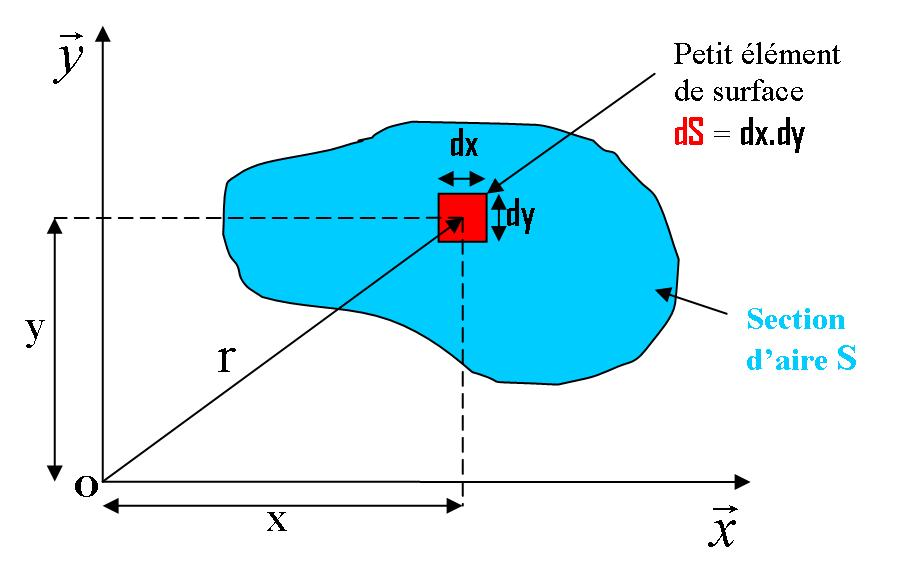

Le moment statique d'une section {\displaystyle S} par rapport à l'axe {\displaystyle Ox} se définit comme :
De même, par rapport à l'axe {\displaystyle Oy} :
On montre que le moment statique {\displaystyle S_{\Delta }} d'une section de densité homogène, par rapport à un axe {\displaystyle \Delta }, est égal au produit de l'aire {\displaystyle A} de cette section par la distance {\displaystyle d} de son centre de gravité {\displaystyle C_{g}} à l'axe.
Un corollaire important est que le moment statique d'une section de densité homogène, par rapport à un axe passant par son centre de gravité, est nul. 